# Descente masculine de ski alpin aux Jeux olympiques de 2022
Navigation
Pyeongchang 2018 Milan-Cortina 2026
La Descente hommes des Jeux olympiques d'hiver de 2022 a lieu le 7 février 2022  sur le domaine de Xiaohaituo situé dans le district de Yanqing, en Chine.
Prévue le 6 février 2022 à 11 h 00 UTC+8, l'épreuve est reportée à 12 h 00 puis 13 h 00 avant d'être reprogrammée le 7 février 2022 à 12 h 00 UTC+8 en raison des forts vents soufflant sur le site.
Le Suisse Beat Feuz s'impose, après ses compatriotes Bernhard Russi en 1972, Pirmin Zurbriggen en 1988 et Didier Défago en 2010, remportant le seul titre qui lui manquait dans sa carrière de descendeur. C'est sa troisième médaille olympique après le bronze en descente et l'argent en Super-G à PyeongChang 2018. Médaillé de bronze à 16/100e de seconde, l'Autrichien Matthias Mayer enlève lui aussi sa troisième médaille aux Jeux après l'or en descente en 2014, puis en Super-G en 2018. Mais c'est surtout le Français Johan Clarey qui crée la sensation en prenant la médaille d'argent à 10/100e de Feuz, pour devenir à 41 ans et 29 jours le plus vieux médaillé du ski alpin aux Jeux Olympiques. 
Feuz s'impose donc devant tous les autres favoris, à commencer par Matthias Mayer, mais également Aleksander Aamodt Kilde (5e), Dominik Paris (6e) et Vincent Kriechmayr (8e). Son compatriote Marco Odermatt, leader du général de la Coupe de Monde, se classe 7e. 

## Médaillés
| Or                 | Argent                | Bronze                    |
| Beat Feuz (Suisse) | Johan Clarey (France) | Matthias Mayer (Autriche) |

## Résultats
| Rang                                | Dossard             | Athlète                      | Nationalité   | Résultat      | Différence |
| ----------------------------------- | ------------------- | ---------------------------- | ------------- | ------------- | ---------- |
| Médaille d'or, Jeux olympiques      | 13                  | Beat Feuz                    | Suisse        | 1 min 42 s 69 | --         |
| Médaille d'argent, Jeux olympiques  | 19                  | Johan Clarey                 | France        | 1 min 42 s 79 | + 0 s 10   |
| Médaille de bronze, Jeux olympiques | 9                   | Matthias Mayer               | Autriche      | 1 min 42 s 85 | + 0 s 16   |
| 4                                   | 12                  | James Crawford               | Canada        | 1 min 42 s 92 | + 0 s 23   |
| 5                                   | 11                  | Aleksander Aamodt Kilde      | Norvège       | 1 min 43 s 20 | + 0 s 51   |
| 6                                   | 15                  | Dominik Paris                | Italie        | 1 min 43 s 21 | + 0 s 52   |
| 7                                   | 17                  | Marco Odermatt               | Suisse        | 1 min 43 s 40 | + 0 s 71   |
| 8                                   | 1                   | Vincent Kriechmayr           | Autriche      | 1 min 43 s 45 | + 0 s 76   |
| 9                                   | 20                  | Max Franz                    | Autriche      | 1 min 43 s 52 | + 0 s 83   |
| 10                                  | 23                  | Bostjan Kline                | Slovénie      | 1 min 43 s 75 | + 1 s 06   |
| 11                                  | 25                  | Maxence Muzaton              | France        | 1 min 43 s 82 | + 1 s 13   |
| 11                                  | 22                  | Adrian Smiseth Sejersted     | Norvège       | 1 min 43 s 82 | + 1 s 13   |
| 13                                  | 14                  | Romed Baumann                | Allemagne     | 1 min 43 s 84 | + 1 s 15   |
| 14                                  | 16                  | Ryan Cochran-Siegle          | États-Unis    | 1 min 43 s 91 | + 1 s 22   |
| 15                                  | 8                   | Matteo Marsaglia             | Italie        | 1 min 44 s 06 | + 1 s 37   |
| 16                                  | 7                   | Niels Hintermann             | Suisse        | 1 min 44 s 08 | + 1 s 39   |
| 17                                  | 32                  | Adur Etxezarreta             | Espagne       | 1 min 44 s 12 | + 1 s 43   |
| 17                                  | 6                   | Andreas Sander               | Allemagne     | 1 min 44 s 12 | + 1 s 43   |
| 19                                  | 3                   | Bryce Bennett                | États-Unis    | 1 min 44 s 25 | + 1 s 56   |
| 20                                  | 18                  | Travis Ganong                | États-Unis    | 1 min 44 s 39 | + 1 s 70   |
| 21                                  | 5                   | Daniel Hemetsberger          | Autriche      | 1 min 44 s 59 | + 1 s 90   |
| 22                                  | 29                  | Brodie Seger                 | États-Unis    | 1 min 44 s 68 | + 1 s 99   |
| 23                                  | 26                  | Josef Ferstl                 | Allemagne     | 1 min 44 s 69 | + 2 s 00   |
| 24                                  | 28                  | Miha Hrobat                  | Slovénie      | 1 min 44 s 71 | + 2 s 02   |
| 25                                  | 24                  | Stefan Rogentin              | Suisse        | 1 min 44 s 95 | + 2 s 26   |
| 26                                  | 27                  | Blaise Giezendanner          | France        | 1 min 45 s 00 | + 2 s 31   |
| 27                                  | 10                  | Matthieu Bailet              | France        | 1 min 45 s 23 | + 2 s 54   |
| 28                                  | 31                  | Marco Pfiffner               | Liechtenstein | 1 min 45 s 79 | + 3 s 10   |
| 29                                  | 36                  | Arnaud Alessandria           | Monaco        | 1 min 45 s 79 | + 3 s 10   |
| 30                                  | 41                  | Barnabas Szollos             | Israël        | 1 min 46 s 88 | + 4 s 19   |
| 31                                  | 37                  | Jack Gower                   | Irlande       | 1 min 47 s 61 | + 4 s 92   |
| 32                                  | 35                  | Henrik von Appen             | Chili         | 1 min 47 s 69 | + 5 s 00   |
| 33                                  | 39                  | Ivan Kovbasnyuk              | Ukraine       | 1 min 48 s 09 | + 5 s 40   |
| 34                                  | 40                  | Simon Breitfuss Kammerlander | Bolivie       | 1 min 48 s 26 | + 5 s 57   |
| 35                                  | 43                  | Albin Tahiri                 | Kosovo        | 1 min 52 s 44 | + 9 s 75   |
| 36                                  | 42                  | Xu Mingfu                    | Chine         | 1 min 56 s 93 | + 14 s 24  |
|                                     | 2                   | Dominik Schwaiger            | Allemagne     | DNF           | DNF        |
| 4                                   | Christof Innerhofer | Italie                       |               | DNF           | DNF        |
| 21                                  | Broderick Thompson  | Canada                       |               | DNF           | DNF        |
| 33                                  | Marko Vukićević     | Serbie                       |               | DNF           | DNF        |
| 34                                  | Nejc Naraločnik     | Slovénie                     |               | DNF           | DNF        |
| 38                                  | Zhang Yangming      | Chine                        |               | DNF           | DNF        |
| 30                                  | Kjetil Jansrud      | Norvège                      | DNS           | DNS           |            |